# Вештац (ТВ серија)
Вештац (енгл. The Witcher) америчка је мрачно-фантастична драмска веб серија чија је ауторка Лорен Шмидт Хисрич направила за Нетфликс. Заснована је на истоименој серији књига пољског писца Анджеја Сапковског.
Радња серије смештена је у средњем веку, на копну познатом као Континент. Прати причу о Гералту од Ривије (Хенри Кавил), усамљеном ловцу на чудовишта, који сазнаје да је његова судбина везана за чаробницу Јенефер из Венгерберга (Ања Калотра) и младу принцезу Сирилу (Фреја Алан). Прва сезона, која је почела да се емитује на Нетфликсу 20. децембра 2019. године, заснована је на збиркама кратких прича Последња жеља и Мач судбине из Саге о Вешцу. У првој сезони истражују се догађаји који су обликовали три главна лика серије пре него што су се срели.
Друга сезона најављена је 13. новембра 2019. за 17. децембар 2021. године. Спин-оф филм, насловљен Вештац: Вуков кошмар, издат је 23. августа 2021. године.

## Радња
Радња серије прати Гералта од Ривије, једног од вештаца, реда појединаца који су подвргнути мутацијама од којих, ако преживе, развијају посебне особине и надљудске способности. Гералт зарађује за живот путујући по Континенту и убијајући чудовишта. Његова судбина повезана је са чаробницом Јенефер из Венгерберга и принцезом Сирилом.

## Улоге
| Глумац        | Улога                  |
| ------------- | ---------------------- |
| Хенри Кавил   | Гералт од Ривије       |
| Ања Калотра   | Јенефер из Венгерберга |
| Фреја Алан    | принцеза Сирила/Сири   |
| Мијана Беринг | Тисаја де Врие         |
| Ројс Пиресон  | Истред                 |
| Имон Фарен    | Каир                   |
| Мими Дивени   | Фрингила Виго          |
| Адам Леви     | Маусзек                |
| Ана Шафер     | Трис Мериголд          |
| Махеш Џаду    | Вилгефорц              |

## Епизоде

### 1. сезона
| Бр. еп. | Наслов                            | Редитељ                    | Сценариста         | Премијера          |
| ------- | --------------------------------- | -------------------------- | ------------------ | ------------------ |
| 1       | The End's Beginning               | Алик Сакхаров              | Лорен Шмидт Хисрич | 20. децембар 2019. |
| 2       | Four Marks                        | Алик Сакхаров              | Џени Клајн         | 20. децембар 2019. |
| 3       | Betrayer Moon                     | Алекс Гарсија Лопез        | Bo Демајо          | 20. децембар 2019. |
| 4       | Of Banquets, Bastards and Burials | Алекс Гарсија Лопез        | Деклан де Бара     | 20. децембар 2019. |
| 5       | Bottled Appetites                 | Шарлот Брендстром          | Снеа Курс          | 20. децембар 2019. |
| 6       | Rare Species                      | Шарлот Брендстром          | Хејли Хол          | 20. децембар 2019. |
| 7       | Before a Fall                     | Алик Сакхаров и Марк Џобст | Мајк Островски     | 20. децембар 2019. |
| 8       | Much More                         | Марк Џобст                 | Лорен Шмидт Хисрич | 20. децембар 2019. |